# Плоскинь (Брестская область)
Плоски́нь (бел. Пласкінь) — деревня в Пинском районе Брестской области Белоруссии. В составе Бобриковского сельсовета. Расположена на автодороге Ганцевичи — Логишин (Р-105) в 50 км от города Пинск. Население — 263 человека.

## История
Деревня является давней вотчиной Скирмунттов.
- XIX век — построена Николаевская церковь.
- Начало XX века — владельцем является Эразм Скирмунгт

Позже имение было передано Яну Скирмунтту, затем перешло по наследству Генрику Скирмунтту. Управляющими работали Шоя Гохлер и Сендер Леменберг. Часть угодий была куплена Вацлавом Завадским
- 1944 год — фашистами уничтожено 123 двора, убито 6 человек

## Достопримечательности
- Николаевская церковь
- Памятник землякам, погибшим в годы Великой Отечественной войны
- Мемориальная плита на месте гибели 18 мая 1944 года экипажа советских летчиков в составе А.А. Алиева, М.Я.Дорфмана и В.А. Фрянцева